# Crónica mexicana
La Crónica Mexicana es una obra escrita por Hernando de Alvarado Tezozómoc aproximadamente en 1598 en idioma español. No se debe confundir con la Crónica Mexicayotl, obra en idioma náhuatl de a lo menos tres autores, entre ellos Tezozomoc. La obra narra la historia del pueblo mexica desde su salida de Aztlán hasta el inicio de la Conquista de México. El texto de la obra tiene fuertes nexos con la obra histórica de Diego Durán. El autor era descendiente directo de Moctezuma Xocoyotzin. 

## Contenido
Básicamente se puede analizar en tres partes. La primera parte consiste de tres capítulos, y narra la salida de los mexicas de Aztlán, su migración y su llegada al valle de Anáhuac así como la fundación de la ciudad México-Tenochtitlan. La segunda parte corresponde de los capítulos IV a IX, la narración comprende desde la muerte del primer huey tlatoani Acamapichtli hasta el inicio del período de Itzcóatl incluyendo la guerra contra Azcapotzalco. La tercera parte, del capítulo X al CXII narra las guerras y conquistas de los mexicas, hasta la época de Moctezuma Xocoyotzin cuando se tienen las noticias de la llegada de Hernán Cortés y su encuentro con los tlaxcaltecas.

## Historia de los ejemplares
La referencia más antigua a los textos originales de la Crónica Mexicana que se conoce fue hecha por Carlos de Sigüenza y Góngora, quien citó a Tezozómoc para referir la historia de la inundación ocurrida en el área que ocupa el Hospital de Jesús en la época cuando Ahuízotl era el huey tlatoani en México-Tenochtitlan. Los manuscritos de Sigüenza pasaron al Colegio Máximo de San Pedro y San Pablo de la Compañía de Jesús, De esta forma, Francisco Xavier Clavijero hace mención de la Crónica Mexicana existente en la biblioteca de los jesuitas, la cual fue consultada en 1750 por Juan José de Eguiara y Eguren con el objetivo de integrar la información a su obra Bibliotheca Mexicana, sin embargo de los veintiocho volúmenes originales solamente quedaban ocho. Debido a la Pragmática Sanción de 1767 por la que los jesuitas fueron expulsados, los documentos pasaron a la Biblioteca de la Universidad. Fue entonces que se creyó que con la pérdida de los originales de la Crónica Mexicana se había extraviado su información totalmente. 
Afortunadamente el historiador y anticuario Lorenzo Boturini había adquirido una copia de la obra, la cual fue confiscada por el virrey Pedro de Cebrián y Agustín en 1743 cuando Boturini fue encarcelado. Años más tarde, el historiador poblano Mariano Fernández de Echeverría y Veytia y amigo de Boturini reclamó la colección al virrey en turno Juan Francisco de Güemes y Horcasitas (primer conde de Revillagigedo). A la muerte de Fernández la colección quedó en manos de la Secretaría de Cámara del Virreinato de Nueva España, poco a poco los documentos fueron mermando pues las condiciones del archivo hacían que fueran susceptibles a la humedad y los roedores. Lo poco que se rescató fue enviado a la Biblioteca de la Universidad y posteriormente al Museo Nacional. Al igual que los documentos originales, la copia de Boturini de la Crónica Mexicana se creyó perdida. Otra parte de la colección de Boturini pasó a las manos de Antonio de León y Gama quien poco antes de morir entregó dieciséis documentos a Alexander von Humboldt entre 1802 y 1803, los cuales se conservan en la Biblioteca Nacional de Alemania, en Berlín. León de Gama conoció una de las copias de la Crónica Mexicáyotl, lo cual consta en su libro Descripción histórica y cronológica de las dos piedras que con ocasión del nuevo empedrado que se está formando en la Plaza principal de México, se hallaron en ella el año de 1790, aunque no se tiene claro si conoció una copia de Mariano Fernández o si la consultó en el Museo Indiano.
En 1790 el virrey Juan Vicente de Güemes Pacheco y Padilla (segundo conde de Revillagigeo) recibió órdenes del gobierno español de reunir todos los documentos históricos incluyendo la Colección de Boturini. Fue fray Francisco Figueroa el encargado de realizar el trabajo en 1792, bajo el nombre de Memorias para la historia universal de América Septentrional, al respecto de la obra de Tezozómoc se recurrió a la copia realizada por Fernández de Echeverría y Veytia, quedando asentado en la recopilación. Tres copias fueron elaboradas del trabajo de fray Figueroa, la primera fue remitida a la Real Academia de la Historia de Madrid, la segunda quedó en la Secretaría del Virreinato y más tarde pasó al Archivo General de la Nación y la tercera fue enviada a la biblioteca del Convento de San Francisco en México.
En 1850, Manuel Orozco y Berra fue nombrado director del Archivo General de la Nación, por lo que se reunió con Joaquín García Icazbalceta de quien fuera su discípulo, y se confrontaron tres ejemplares de la Crónica Mexicana. La que se que se encontraba en el propio Archivo, una copia de que había adquirido García Icazbalceta de la Colección del Convento de San Francisco y una más en poder de Alfredo Chavero, coautor de la obra México a través de los siglos, de la cual se desconoce su origen. El 15 de agosto de 1851, Joaquín García Icazbalceta, fue quien comenzó a deducir la trayectoria de la obra de Tezozómoc, pues encontró el catálogo de Boturini en el cual se hace constar la existencia del manuscrito:

"Chronica Mexicana en papel europeo, escrita en lengua Castellana por don Hernando de Alvarado Tetzotzómoc cerca del año de 1598. Y contiene 112 capítulos, desde la Gentilidad, hasta la llegada del Invicto Don Fernando Cortés á aquellas tierras. Es la primera parte, y falta la segunda"
Tom. 6 en fol.Original. Lorenzo de Boturini.

En 1951 se dio a conocer el manuscrito de la Hans P. Kraus Collection. A pesar de estar incompleto (falta una hoja), es hasta el momento el manuscrito más antiguo que se conoce, y muy probablemente el original, porque en las primeras páginas se borraron temáticas que después no se volvieron a tocar. En todas las copias posteriores se nota que fueron hechas después de la pérdida de la hoja. El manuscrito se encuentra en la Biblioteca del Congreso de Estados Unidos. Aparentemente fue propiedad de los descendientes del conde de Revillagigedo.

## Primeras publicaciones
- En idioma francés, en París, entre 1844 y 1849 por H. Ternaux-Compans en Nouvelles annales des voyages de la géographie et de l'histoire, la obra de Tezozómoc lleva el título de Histoire par Don Álvaro Tezozomoc, fue reimpresa en 1847-1849 por A. Bertrand y en 1853 por P.Janet.  La fuente original de esta edición pudo ser tomada de una copia que envió Manuel Orozco a Madrid o bien de los Fonds Méxicains de la Biblioteca Nacional de París de la colección Joseph Marie-Alexis Aubin, quien estuvo en México desde 1830 a 1840. La colección Aubin fue comprada por Eugéne Goupil y después donada a la Biblioteca Nacional de París en 1898. De cualquier forma se trata del manuscrito 297, copia elaborada por Mariano Fernández en octubre de 1755.
- En idioma español, en Londres, entre 1831 y 1848 por Edward King Kingsborough en Antiquities of Mexico, es la primera versión publicada en español y resulta difícil de encontrar. De acuerdo a García Icazbalceta se trata de una copia tomada del Archivo General de la Nación de la Colección de Memorias de Nueva España.
- En idioma español, en México, en 1878 por Manuel Orozco y Berra, reimpresa en 1975 en forma conjunta con el Códice Ramírez por editorial Porrúa. La fuente original fue la copia existente en el Archivo General de la Nación, la cual confrontada con los ejemplares de García Icazbalceta y de Alfredo Chavero (coautor de México a través de los siglos). El ejemplar de Gacía Icazbalceta provino de la Colección de San Francisco, de una copia elaborada en 1792 por fray Manuel de la Vega, del ejemplar de Chavero: se desconoce su origen, pero también era una copia de Mariano Fernández.[8]
- En idioma español, en México, en 1943 por la Universidad Nacional Autónoma de México y en 1944 por la Secretaría de Educación Pública, el prólogo y la introducción fueron redactados por Mario Marisca: aunque no indicó la fuente, se presupone que fue la misma copia utilizada por Orozco y Berra.[7]